# Mistrovství světa ve fotbale hráčů do 20 let 1981
Mistrovství světa ve fotbale hráčů do 20 let 1981 bylo třetím ročníkem tohoto turnaje. Vítězem se stala německá fotbalová reprezentace do 20 let.

## Kvalifikace
Na turnaj se kvalifikovaly nejlepší týmy z jednotlivých kontinentálních mistrovství.
| - Afrika (CAF) - Egypt - Kamerun - Asie (AFC) - Katar - Jižní Korea - Severní, Střední Amerika a Karibik (CONCACAF) - Mexiko - USA - Jižní Amerika (CONMEBOL) - Argentina - Brazílie - Uruguay |  | - Evropa (UEFA) - SRN - Anglie - Itálie - Polsko - Rumunsko - Španělsko - Hostitel - Austrálie |

## Základní skupiny

### Skupina A
| Tým     | B | Z | V | R | P | VG | IG | +/- |
| ------- | - | - | - | - | - | -- | -- | --- |
| Uruguay | 6 | 3 | 3 | 0 | 0 | 5  | 0  | +5  |
| Katar   | 3 | 3 | 1 | 1 | 1 | 2  | 2  | 0   |
| Polsko  | 2 | 3 | 1 | 0 | 2 | 4  | 2  | +2  |
| USA     | 1 | 3 | 0 | 1 | 2 | 1  | 8  | −7  |

| 3. října 1981 18:30 |          |            |                                                                        |
| Polsko              | 0:1      | Katar      | Lang Park, Brisbane diváci: 17 200 rozhodčí: Tony Boskovic (Austrálie) |
|                     | (Report) | Beleal 37' | Lang Park, Brisbane diváci: 17 200 rozhodčí: Tony Boskovic (Austrálie) |

| 3. října 1981 20:30 |          |                                         |                                                                                 |
| USA                 | 0:3      | Uruguay                                 | Lang Park, Brisbane diváci: 17 200 rozhodčí: Emilio Soriano Aladren (Španělsko) |
|                     | (Report) | López Báez 5' Aguilera 60' Da Silva 67' | Lang Park, Brisbane diváci: 17 200 rozhodčí: Emilio Soriano Aladren (Španělsko) |

| 6. října 1981 18:30 |          |            |                                                                           |
| USA                 | 1:1      | Katar      | Lang Park, Brisbane diváci: 10 122 rozhodčí: Tesfaye Gebreyesus (Etiopie) |
| Devey 43'           | (Report) | Beleal 56' | Lang Park, Brisbane diváci: 10 122 rozhodčí: Tesfaye Gebreyesus (Etiopie) |

| 6. října 1981 20:30 |          |        |                                                                               |
| Uruguay             | 1:0      | Polsko | Lang Park, Brisbane diváci: 10 122 rozhodčí: Antonio Márquez Ramírez (Mexiko) |
| Da Silva 58'        | (Report) |        | Lang Park, Brisbane diváci: 10 122 rozhodčí: Antonio Márquez Ramírez (Mexiko) |

| 8. října 1981 19:00 |          |              |                                                                        |
| Katar               | 0:1      | Uruguay      | Lang Park, Brisbane diváci: 8 264 rozhodčí: Stanislas Kamdem (Kamerun) |
|                     | (Report) | Villazán 52' | Lang Park, Brisbane diváci: 8 264 rozhodčí: Stanislas Kamdem (Kamerun) |

| 8. října 1981 21:00                          |          |     |                                                                       |
| Polsko                                       | 4:0      | USA | Lang Park, Brisbane diváci: 8 264 rozhodčí: Tony Boskovic (Austrálie) |
| Rzepka 17' Kowalik 18' Dziekanowski 65', 67' | (Report) |     | Lang Park, Brisbane diváci: 8 264 rozhodčí: Tony Boskovic (Austrálie) |

### Skupina B
| Tým         | B | Z | V | R | P | VG | IG | +/- |
| ----------- | - | - | - | - | - | -- | -- | --- |
| Brazílie    | 5 | 3 | 2 | 1 | 0 | 5  | 1  | +4  |
| Rumunsko    | 5 | 3 | 2 | 1 | 0 | 3  | 1  | +2  |
| Jižní Korea | 2 | 3 | 1 | 0 | 2 | 4  | 5  | −1  |
| Itálie      | 0 | 3 | 0 | 0 | 3 | 1  | 6  | −5  |

| 3. října 1981 18:30 |          |                                                         |                                                                        |
| Itálie              | 1:4      | Jižní Korea                                             | Olympic Park, Melbourne diváci: 13 538 rozhodčí: Gastón Castro (Chile) |
| Mariani 83'         | (Report) | Kwak Sung-Ho 7' Choi Soon-Ho 12', 29' Lee Kyung-Nam 88' | Olympic Park, Melbourne diváci: 13 538 rozhodčí: Gastón Castro (Chile) |

| 3. října 1981 20:30 |          |            |                                                                           |
| Rumunsko            | 1:1      | Brazílie   | Olympic Park, Melbourne diváci: 13 538 rozhodčí: George Courtney (Anglie) |
| Zamfir 82'          | (Report) | Leomir 67' | Olympic Park, Melbourne diváci: 13 538 rozhodčí: George Courtney (Anglie) |

| 6. října 1981 18:45 |          |             |                                                                           |
| Rumunsko            | 1:0      | Jižní Korea | Olympic Park, Melbourne diváci: 17 500 rozhodčí: Jorge Romero (Argentina) |
| Sertov 5'           | (Report) |             | Olympic Park, Melbourne diváci: 17 500 rozhodčí: Jorge Romero (Argentina) |

| 6. října 1981 20:45 |          |        |                                                                    |
| Brazílie            | 1:0      | Itálie | Olympic Park, Melbourne diváci: 17 500 rozhodčí: Jan Redelfs (NSR) |
| Djalma Baia 56'     | (Report) |        | Olympic Park, Melbourne diváci: 17 500 rozhodčí: Jan Redelfs (NSR) |

| 8. října 1981 18:45 |          |                                                       |                                                                              |
| Jižní Korea         | 0:3      | Brazílie                                              | Olympic Park, Melbourne diváci: 9 000 rozhodčí: Hussein Fahmy Baheig (Egypt) |
|                     | (Report) | Paulo Roberto 48' Ronaldão 61' Jun Jong-Son 79' (vl.) | Olympic Park, Melbourne diváci: 9 000 rozhodčí: Hussein Fahmy Baheig (Egypt) |

| 8. října 1981 20:45 |          |                  |                                                                            |
| Itálie              | 0:1      | Rumunsko         | Olympic Park, Melbourne diváci: 9 000 rozhodčí: Robert Valentine (Skotsko) |
|                     | (Report) | Gabor 56' (pen.) | Olympic Park, Melbourne diváci: 9 000 rozhodčí: Robert Valentine (Skotsko) |

### Skupina C
| Tým       | B | Z | V | R | P | VG | IG | +/- |
| --------- | - | - | - | - | - | -- | -- | --- |
| SRN       | 4 | 3 | 2 | 0 | 1 | 6  | 4  | +2  |
| Egypt     | 4 | 3 | 1 | 2 | 0 | 7  | 6  | +1  |
| Mexiko    | 2 | 3 | 0 | 2 | 1 | 4  | 5  | −1  |
| Španělsko | 2 | 3 | 0 | 2 | 1 | 5  | 7  | −2  |

| 3. října 1981 19:00    |          |              |                                                                                |
| Španělsko              | 2:2      | Egypt        | Hindmarsh Stadium, Adelaide diváci: 7 504 rozhodčí: Lee Woo Bong (Jižní Korea) |
| S. López 65' Nadal 74' | (Report) | Amer 6', 78' | Hindmarsh Stadium, Adelaide diváci: 7 504 rozhodčí: Lee Woo Bong (Jižní Korea) |

| 3. října 1981 21:00 |          |        |                                                                                |
| SRN                 | 1:0      | Mexiko | Hindmarsh Stadium, Adelaide diváci: 7 504 rozhodčí: Robert Valentine (Skotsko) |
| Loose 2'            | (Report) |        | Hindmarsh Stadium, Adelaide diváci: 7 504 rozhodčí: Robert Valentine (Skotsko) |

| 6. října 1981 19:00 |          |                           |                                                                                       |
| SRN                 | 1:2      | Egypt                     | Hindmarsh Stadium, Adelaide diváci: 14 120 rozhodčí: Rómulo Méndez Molina (Guatemala) |
| Loose 35'           | (Report) | Helmi 31' Amer 54' (pen.) | Hindmarsh Stadium, Adelaide diváci: 14 120 rozhodčí: Rómulo Méndez Molina (Guatemala) |

| 6. října 1981 21:00 |          |                     |                                                                                    |
| Mexiko              | 1:1      | Španělsko           | Hindmarsh Stadium, Adelaide diváci: 14 120 rozhodčí: José Martínez Bazán (Uruguay) |
| Coss 75'            | (Report) | S. López 45' (pen.) | Hindmarsh Stadium, Adelaide diváci: 14 120 rozhodčí: José Martínez Bazán (Uruguay) |

| 8. října 1981 18:30              |          |                              |                                                                                |
| Egypt                            | 3:3      | Mexiko                       | Bruce Stadium, Canberra diváci: 8 150 rozhodčí: Henning Lund-Sorensen (Dánsko) |
| Guillén 33' (vl.) Saleh 64', 71' | (Report) | Vaca 18' Farfán 28' Ríos 69' | Bruce Stadium, Canberra diváci: 8 150 rozhodčí: Henning Lund-Sorensen (Dánsko) |

| 8. října 1981 20:30       |          |                                         |                                                                            |
| Španělsko                 | 2:4      | SRN                                     | Bruce Stadium, Canberra diváci: 14 120 rozhodčí: Arnaldo Coelho (Brazílie) |
| F. López 72' Fabregat 78' | (Report) | Trieb 29' Wohlfarth 47', 85' Anthes 55' | Bruce Stadium, Canberra diváci: 14 120 rozhodčí: Arnaldo Coelho (Brazílie) |

### Skupina D
| Tým       | B | Z | V | R | P | VG | IG | +/- |
| --------- | - | - | - | - | - | -- | -- | --- |
| Anglie    | 4 | 3 | 1 | 2 | 0 | 4  | 2  | +2  |
| Austrálie | 4 | 3 | 1 | 2 | 0 | 6  | 5  | +1  |
| Argentina | 3 | 3 | 1 | 1 | 1 | 3  | 3  | 0   |
| Kamerun   | 1 | 3 | 0 | 1 | 2 | 3  | 6  | −3  |

| 3. října 1981 13:00  |          |         |                                                                          |
| Anglie               | 2:0      | Kamerun | Sports Ground, Sydney diváci: 15 814 rozhodčí: Toshikazu Sano (Japonsko) |
| Finnigan 57' Dey 78' | (Report) |         | Sports Ground, Sydney diváci: 15 814 rozhodčí: Toshikazu Sano (Japonsko) |

| 3. října 1981 15:00    |          |             |                                                                       |
| Austrálie              | 2:1      | Argentina   | Sports Ground, Sydney diváci: 15 814 rozhodčí: Alojzy Jarguz (Polsko) |
| Koussas 79' Hunter 89' | (Report) | Morresi 66' | Sports Ground, Sydney diváci: 15 814 rozhodčí: Alojzy Jarguz (Polsko) |

| 5. října 1981 15:00                 |          |                                |                                                                                |
| Austrálie                           | 3:3      | Kamerun                        | Newcastle Stadium, Newcastle diváci: 13 797 rozhodčí: Toros Kibritjian (Sýrie) |
| Mitchell 9' Koussas 53', 78' (pen.) | (Report) | Olle Olle 17' Djonkep 35', 52' | Newcastle Stadium, Newcastle diváci: 13 797 rozhodčí: Toros Kibritjian (Sýrie) |

| 5. října 1981 15:00 |          |            |                                                                             |
| Anglie              | 1:1      | Argentina  | Sports Ground, Sydney diváci: 16 674 rozhodčí: Gianfranco Menegali (Itálie) |
| Small 79'           | (Report) | Urruti 57' | Sports Ground, Sydney diváci: 16 674 rozhodčí: Gianfranco Menegali (Itálie) |

| 8. října 1981 19:00 |          |           |                                                                             |
| Kamerun             | 0:1      | Argentina | Sports Ground, Sydney diváci: 28 932 rozhodčí: Mubarak Waleed Saeed (Katar) |
|                     | (Report) | Cecchi 6' | Sports Ground, Sydney diváci: 28 932 rozhodčí: Mubarak Waleed Saeed (Katar) |

| 8. října 1981 21:00 |          |            |                                                                     |
| Anglie              | 1:1      | Austrálie  | Sports Ground, Sydney diváci: 28 932 rozhodčí: Ioan Igna (Rumunsko) |
| Small 82'           | (Report) | Koussas 7' | Sports Ground, Sydney diváci: 28 932 rozhodčí: Ioan Igna (Rumunsko) |

## Play off

### Čtvrtfinále
| 11. října 1981 15:00 |          |                      |                                                                               |
| Uruguay              | 1:2      | Rumunsko             | Olympic Park, Melbourne diváci: 14 800 rozhodčí: Gianfranco Menegali (Itálie) |
| Berruetta 60'        | (Report) | Eduard 25' Fisic 84' | Olympic Park, Melbourne diváci: 14 800 rozhodčí: Gianfranco Menegali (Itálie) |

| 11. října 1981 15:00 |          |                            |                                                                                        |
| Brazílie             | 2:3      | Katar                      | Newcastle Stadium, Newcastle diváci: 12 993 rozhodčí: Antonio Márquez Ramírez (Mexiko) |
| Ronaldão 27', 78'    | (Report) | Al-Muhannadi 10', 54', 87' | Newcastle Stadium, Newcastle diváci: 12 993 rozhodčí: Antonio Márquez Ramírez (Mexiko) |

| 11. října 1981 15:00 |          |           |                                                                                 |
| SRN                  | 1:0      | Austrálie | Bruce Stadium, Canberra diváci: 13 780 rozhodčí: Henning Lund-Sorensen (Dánsko) |
| Wohlfarth 69'        | (Report) |           | Bruce Stadium, Canberra diváci: 13 780 rozhodčí: Henning Lund-Sorensen (Dánsko) |

| 11. října 1981 15:00         |          |                           |                                                                             |
| Anglie                       | 4:2      | Egypt                     | Sports Ground, Sydney diváci: 8 293 rozhodčí: José Martínez Bazán (Uruguay) |
| Webb 41', 64', 82' Cooke 60' | (Report) | Amer 28' (pen.) Saleh 40' | Sports Ground, Sydney diváci: 8 293 rozhodčí: José Martínez Bazán (Uruguay) |

### Semifinále
| 14. října 1981 20:00  |          |           |                                                                          |
| Katar                 | 2:1      | Anglie    | Cricket Ground, Sydney diváci: 12 476 rozhodčí: Jorge Romero (Argentina) |
| Beleal 12' Alsada 62' | (Report) | Small 70' | Cricket Ground, Sydney diváci: 12 476 rozhodčí: Jorge Romero (Argentina) |

| 14. října 1981 20:30 |              |             |                                                                             |
| Rumunsko             | 0:1 (prodl.) | SRN         | Olympic Park, Melbourne diváci: 15 000 rozhodčí: Robert Valentine (Skotsko) |
|                      | (Report)     | Schoen 103' | Olympic Park, Melbourne diváci: 15 000 rozhodčí: Robert Valentine (Skotsko) |

### O 3. místo
| 17. října 1981 15:00 |          |        |                                                                                     |
| Rumunsko             | 1:0      | Anglie | Hindmarsh Stadium, Adelaide diváci: 10 492 rozhodčí: Henning Lund-Sorensen (Dánsko) |
| Gabor 36'            | (Report) |        | Hindmarsh Stadium, Adelaide diváci: 10 492 rozhodčí: Henning Lund-Sorensen (Dánsko) |

### Finále
| 18. října 1981 15:00                    |          |       |                                                                           |
| SRN                                     | 4:0      | Katar | Cricket Ground, Sydney diváci: 18 531 rozhodčí: Arnaldo Coelho (Brazílie) |
| Loose 28', 66' Wohlfarth 42' Anthes 86' | (Report) |       | Cricket Ground, Sydney diváci: 18 531 rozhodčí: Arnaldo Coelho (Brazílie) |

## Vítěz
| Mistrovství světa ve fotbale hráčů do 20 let 1981 NSR (1. titul) Rüdiger Vollborn • Helmut Winklhofer • Anton Schmidkunz • Michael Nushöhr • Martin Trieb • Michael Zorc • Thomas Brunner • Holger Anthes • Thomas Herbst • Ralf Loose • Roland Wohlfarth • Rainer Wilk • Alfred Schön • Ingo Aulbach • Ralf Sievers • Axel Brummer • Bernhard Scharold • Martin Hermann |